# Patrick Buchanan
Patrick Joseph Buchanan (ur. 2 listopada 1938) – amerykański konserwatywny polityk i publicysta.

## Życiorys
Syn Williama Baldwina Buchanana i Catherine Elizabeth (Crum) Buchanan. Jego ojciec był pochodzenia szkockiego, angielskiego i irlandzkiego, a matka niemieckiego.
W 1992 i 1996 starał się bez powodzenia o nominację w wyborach prezydenckich przez Partię Republikańską. W 2000 ubiegał się o urząd prezydenta USA z ramienia Partii Reform.
Buchanan był starszym doradcą trzech amerykańskich prezydentów: Richarda Nixona, Geralda Forda oraz Ronalda Reagana. Był również współzałożycielem dwutygodnika The American Conservative.
Buchanan krytykuje również dominującą wśród Republikanów linię neokonserwatyzmu i wpływy lobby proizraelskiego w USA. Oświadczył sarkastycznie, że „Waszyngton to terytorium znajdujące się pod okupacją Izraela”. Zdaniem Buchanana to nie kto inny, jak proizraelscy neokonserwatyści sformułowali koncepcję prewencyjnego uderzenia na Irak, która została zrealizowana.

## Książki przetłumaczone na język polski
- Śmierć Zachodu, przekł. z ang. Jan Przybył, Jerzy Morka, Danuta Konik, wyd. Wektory, Wrocław 2005, ISBN 978-83-918847-7-5, (The Death of the West 2002)
- Prawica na manowcach. Jak neokonserwatyści zniweczyli reaganowską rewolucję i zawłaszczyli prezydenturę Busha, przekł. z ang. Jerzy Morka, wyd. Wektory, Wrocław 2005, ISBN 83-922896-0-9 (Where the Right Went Wrong. How Neoconservatives Subverted the Reagan Revolution and Hijacked the Bush Presidency 2004)
- Dzień sądu, czyli jak pycha, ideologia i chciwość niszczą Amerykę, przekł. z ang. Jerzy Morka, wyd. Wektory, Wrocław 2008, ISBN 978-83-60562-26-0  (Day of Reckoning. How Hubris, Ideology and Greed Are Tearing America Apart 2007)
- Churchill, Hitler i niepotrzebna wojna, przekł. z ang. Grażyna Waluga, wyd. Czerwone i Czarne, Warszawa 2013, ISBN 978-83-7700-106-6  (Churchill, Hitler, and the Unnecessary War: How Britain Lost Its Empire and the West Lost the World, New York 2008)
- Samobójstwo supermocarstwa. Czy Ameryka przetrwa do roku 2025?, przekł. z ang. Jerzy Morka, wyd. Wektory, Wrocław 2013, ISBN 978-83-60562-61-1 (Suicide of a Superpower: Will America Survive to 2025?)

## Artykuły w języku polskim
- Po czyjej stronie jest tym razem Bóg?, tł. L. Zaborowski, "Fronda Lux" (2014), nr 73, s. 32-35.
- Nowy, nacjonalistyczny porządek, tł. Jacek C. Kamiński, "Myśl Polska" 2015, nr 41/42, s. 17.
- Trump kończy z klanem Bushów, tł. Michał Krupa, "Myśl Polska" 2016, nr 21/22, s. 9.